# Çobanhasan, Akhisar
Çobanhasan là một xã thuộc huyện Akhisar, tỉnh Manisa, Thổ Nhĩ Kỳ. Dân số thời điểm năm 2011 là 458 người.